# Hyaenodon gigas
A Hyaenodon gigas az emlősök (Mammalia) osztályának fosszilis Creodonta rendjébe, ezen belül a Hyaenodontidae családjába tartozó faj, amely 41-25 millió évvel ezelőtt élt.

## Tudnivalók
A Hyaenodon gigas korának a csúcsragadozója volt. Az állat testtömege körülbelül 500 kilogramm lehetett; a marmagassága 1,4 méter volt. A koponyája azt mutatja, hogy jól kifejlett szagló képességgel rendelkezett, de agya kis méretű volt. Állkapcsa elég erős volt ahhoz, hogy csontokat zúzzon szét, és biztos aktívan vadászott, de a döghúst sem vetette meg. Zsákmányai közé tartoztak: a Chalicotherium, az Entelodontidae-fajok, a Paraceratherium borjak (ha az anya állatot le tudták foglalni -ekkor több ragadozó dolgozott össze), és más kisebb állatok. Mivel nem volt olyan gyors, mint a mai ragadozók, és fogai csak a húsevésre voltak alkalmasak, nem tudott versenyezni a Carnivora rend fajaival, biztos ez vezetett kihalásához.

## Lelőhelyek
Hyaenodon gigas maradványokat találtak Mongólia területén.